# Coelichneumon penetrans
Coelichneumon penetrans là một loài tò vò trong họ Ichneumonidae.